# (2461) Clavel
(2461) Clavel es un asteroide perteneciente al cinturón de asteroides, descubierto el 5 de marzo de 1981 por Henri Debehogne y el también astrónomo Giovanni de Sanctis desde el Observatorio de La Silla, Chile.

## Designación y nombre
Designado provisionalmente como 1981 EC1. Fue nombrado Clavel en homenaje a "Gustavine Clavel" en el centenario de su nacimiento en reconocimiento a una vida laboriosa y humilde.